# ژان کلود نتندا
ژان کلود نتندا (انگلیسی: Jean-Claude Ntenda؛ زادهٔ ۳ سپتامبر ۲۰۰۲) بازیکن فوتبال است.
وی همچنین در تیم‌های ملی فوتبال France national under-16 football team، زیر ۱۷ سال فرانسه، و زیر ۱۸ سال فرانسه بازی کرده‌است.